# Kevin Yebo
Kevin Yebo (Bonn, 14 marzo 1996) è un cestista tedesco.

## Palmarès
- FIBA Europe Cup: 1

Chemnitz: 2023-2024